# Josh Bell (football américain)
Pour les articles homonymes, voir Josh Bell et Bell.
(en) Statistiques sur pro-football-reference
(en) Statistiques sur statscrew
Joshua Paul Bell (né le 8 janvier 1985 à Los Angeles) est un joueur et entraîneur américain de football américain et de football canadien. Il est l'actuel entraîneur des defensive backs au sein des Argonauts de Toronto

## Carrière

### Université
Après avoir étudié à l'université Baylor, Bell figure sur la liste des joueurs pouvant être draftés lors du draft de la NFL de 2008. Mais il n'est choisi par aucune franchise.

### Professionnel
Peu de temps après sa déception du draft, Josh signe comme agent libre avec les Chargers de San Diego mais les Chargers ne conservent Bell que lors de la pré-saison et il est libéré le 30 août 2008.
Le 24 septembre, il signe avec l'équipe d'entraînement des Broncos de Denver. Un mois plus tard, il est annoncé dans l'équipe active après la blessure de Champ Bailey. Pour sa première saison, il joue neuf matchs (dont cinq comme titulaire) et effectue trente-quatre passes. Avant le début de la saison 2009, il se blesse et est placé sur la liste des blessés le 4 septembre 2009. Il est limogé par l'équipe six jours plus tard.
Après s'être remis de sa blessure, Josh signe avec les Packers de Green Bay après la blessure de Al Harris qui le met out pour la saison. Bell joue quatre matchs lors de la saison 2009. Le 10 août 2010, il se blesse sérieusement et doit renoncer à la saison 2010. Il remporte sans jouer un seul match le Super Bowl XLV à la fin de la saison. Conservé pour la pré-saison, il se blesse une nouvelle fois et est placé sur la liste des blessés le 10 août 2012, déclarant forfait pour la saison à venir. Il est résilié.

## Dans la LCF
En 2012, Bell se joint aux Lions de la Colombie-Britannique de la Ligue canadienne de football. Il passe deux saisons avec les Lions, puis signe comme agent libre avec les Stampeders de Calgary en février 2014. Il est utilisé au poste de maraudeur (safety) avec les Stampeders.